# Mansfield Center (Massachusetts)
Mansfield Center statisztikai település az USA Massachusetts államában, Bristol megyében. Lakosainak száma 7830 fő (2020. április 1.).

## Népesség
A település népességének változása:

| 2010 | 7 360 |
| 2020 | 7 830 |